# Westfield Westland Mall
Westfield Westland Mall es un centro comercial localizado en Hialeah, Florida.
El centro comercial tiene alrededor de más de 100 tiendas. Las tiendas anclas incluye a Macy's, J.C. Penney y  Sears.
Westland Mall también cuenta con restaurantes como Fuddrucker's, Chili's, Manchu Wok, McDonald's, Edy's entre otros. El centro comercial recibe diariamente entre 10 a 12 mil personas del área metropolitana de Miami. La arquitectura del centro comercial incluye un tragaluz sobre el pasillo principal, y pequeñas tiendas comerciales dentro y fuera del centro comercial. 
El centro comercial, llamado anteriormente "Westland Mall" abrió en el verano de 1971, después de que el centro comercial fuese construido al este de la tienda departamental Burdine's.  En ese tiempo las tiendas anclas fueron Sears, Burdine's y J. C. Penney.  El centro cuenta con varios restaurantes pequeños en su food court y una heladería Farrels Ice Cream.
En noviembre de 2007, el centro comercial se convirtió en "Westfield Westland." Es uno de los siete centros comerciales Westfield en la Florida y uno de los dos en el área metropolitana de Miami y el otro Westfield  es el Broward Mall. Este ese el segundo centro comercial de  Westfield con el nombre de "Westfield Westland", el primero estaba localizado en Denver, Colorado. Ese centro comercial fue vendido en 2006.